# مایکل دولیاک
مایکل دولیاک (انگلیسی: Michael Doleac؛ زادهٔ ۱۵ ژوئن ۱۹۷۷) بازیکن بسکتبال اهل ایالات متحده آمریکا است.
از باشگاه‌هایی که در آن بازی کرده‌است می‌توان به اورلندو مجیک، مینه‌سوتا تیمبرولوز، نیویورک نیکس، میامی هیت، کلیولند کاوالیرز، و دنور ناگتس اشاره کرد.